# Даргинский поход
Даргинский поход — военная операция Отдельного Кавказского корпуса под командованием графа М. С. Воронцова (май-июль 1845 года), целью которой был захват ставки имама Шамиля в ауле Дарго, расположенном на территории современного Веденского района Чеченской Республики. Несмотря на занятия отрядом Воронцова Дарго, в целом экспедиция не увенчалась успехом. Русский отряд, неся тяжёлые потери, вынужден был отступить. Итогом даргинского похода стало значительное усиление влияния Шамиля.

## Подоплёка
После взятия русскими аула Ахульго в 1839 году, имам Шамиль устроил свою резиденцию в чеченском ауле Дарго, расположенном в горно-лесистой местности близ границы между современными Чечнёй и Дагестаном. Власть Шамиля в тот период усилилась. Он сплотил чеченских и дагестанских горцев, дал им административное устройство разделив контролируемые территории на наибства. Система управления Шамиля сплотила многие горские народы.
И Розен, и Вельяминов уже достигли Дарго в 1832 году, но это не принесло значительных результатов.
Вместе с тем, попытка генерала Граббе захватить аул Дарго в 1842 году не увенчалась успехом. Граббе был вынужден отказаться от своего намерения, потеряв на пути к Дарго около 1700 солдат.
В конце 1844 года император Николай I назначил наместником на Кавказе и главнокомандующим войсками Отдельного Кавказского корпуса генерал-адъютанта Михаила Воронцова, который сменил на этом посту генерала Нейдгардта. План военных действий на Кавказе на 1845 год был составлен самим императором. Вновь назначенному наместнику предстояло воплотить этот план в жизнь. План состоял из трёх частей:
1. Разбить, буде можно, скопища Шамиля.
2. Проникнуть в центр его владычества.
3. В нём утвердиться[9].

Предполагалось выдвинутся через горный Дагестан, в обход Ичкерии, пройти вглубь Андийского горного массива и захватить аул Дарго. Император был убеждён в том, что за взятием столицы мятежных горцев неизбежно последует капитуляция Шамиля, а с ней и замирение Кавказа.

## Подготовка к походу
Согласно плану императора, из войск Кавказского корпуса, казаков и милиции, набранной из горцев, следовало составить несколько отрядов, которые разными путями выдвинутся в сторону ставки Шамиля. Основная задача была возложена на два из них: Чеченский и Дагестанский.
Чеченский отряд насчитывал 12 пехотных батальонов из состава 13-й, 15-й и 20-й пехотных дивизий, 13 сотен Кавказских линейных казачьих полков, 2 роты 5-го сапёрного батальона, 2 дружины Грузинской пешей милиции, роту Кавказского стрелкового батальона и 28 орудий из состава Кавказской гренадерской, 14-й и 20-й артиллерийских бригад. Возглавлял отряд генерал Лидерс. Согласно плану отряду следовало выдвинуться на Анди от крепости Внезапной.
Дагестанский отряд насчитывал 9 пехотных батальонов из состава 14-й, 19-й и 20-й пехотных дивизий, 2 роты 5-го саперного батальона, 2 роты Кавказского стрелкового батальона, 3 сотни Кавказских линейных казачьих полков и 18 орудий из состава 14-й и 19-й артиллерийских бригад. Отрядом командовал генерал-лейтенант В. О. Бебутов. Перед отрядом была поставлена задача выдвинувшись навстречу Чеченскому отряду от укрепления Евгеньевского, соединиться близ села Хубар. После соединения, колонне русских войск надлежало пройти через Андийские ворота к селу Гоцатль, где колонну должен ожидать транспорт с провиантом. Откуда затем надлежало выступить на Дарго.
Вспомогательную роль играли Лезгинский и Самурский отряды, задачей которых было отвлечение сил неприятеля во время продвижения основных отрядов. Во главе Лезгинского отряда стоял генерал Шварц, а Самурский отряд возглавлял генерал Аргутинский-Долгоруков.
Также Воронцов привез с собой многочисленную свиту, которую он объединил со старым штабом Нейгардта. В конечном счете окружение главнокомандующего достигло небывалых для Кавказа масштабов, требуя большого количества вьючных лошадей и продовольствия. Вкупе с разнородностью экспедиционных сил это стало одной из причин, по которым отряд Воронцова стали шутливо называть «армией Ксеркса».
План императора вызвал большие возражения со стороны кавказских генералов, хорошо знакомых с обстановкой на местности. Так, генерал Аргутинский-Долгоруков прямо писал графу Воронцову, назначенному командующим военным походом, о своих сомнениях в его успех. Он полагал, что горцы будут отступать от колонны русских войск вглубь гор, избегая прямого столкновения и крупных потерь, но, между тем, генерал предвидел большое количество жертв во время вывода русских войск, которые не имели возможности оставаться в нем надолго. Возражения также высказывались генералами Фрейтагом и Лабынцевым. Граф Воронцов, поначалу настроенный весьма оптимистично, вскоре после своего назначения изменил свою риторику — на первое место он ставил выполнение приказа, чтобы не стать виноватым, а не успех операции.

## Состав и силы сторон

### Русская армия
В составе русских войск было около 9000 человек, распределённых следующим образом:
Авангард под начальством генерал-майора Белявского: 1-й батальон Литовского Егерского полка, 2-й батальон Егерского князя Чернышева полка, 4 орудия горной батареи, рота 5-го сапёрного батальона и сотня Кавказского казачьего Линейного полка.
Правая обходная колонна (составлявшая в лесу правую цепь) под начальством командующего батальонами Куринского полка полковника барона Меллера-Закомельского: 6 рот этого полка, взвод Кавказского стрелкового батальона, 2-я дружина грузинской пешей милиции.
Левая обходная колонна (потом левая цепь) под начальством полковника Козловского: 1-й батальон Люблинского егерского полка, 1-й батальон Кабардинского полка, взвод Кавказского стрелкового батальона, 1-я дружина грузинской пешей милиции.
Главные силы под командой генерала Клугенау: все вьюки и тяжести отряда, 3 роты 5-го сапёрного батальона, 2 роты Кавказского стрелкового батальона, 3-й и 4-й батальоны Навагинского пехотного полка, 3-й батальон Люблинского егерского полка, 2 орудия лёгкой батареи 20-й артиллерийской бригады, 6 орудий горных.
Арьергард под командой генерал-майора Лабинцева: 2-й батальон Замосцкого егерского полка, 3-й батальон Апшеронского пехотного полка, 4 орудия. Казаки линейных полков: Гребенского, Моздокского и Кубанского. Конные милиции: Грузинская, Осетинская, Кабардинская, Дагорская и Эрнеминская, следовавшие с авангардом, должны были, под начальством генерал-майора Безобразова, занять место влево от отряда с той целью, чтобы, если местность будет благоприятствовать, воспользоваться ею для быстрого преследования неприятеля.
Всего при наступлении на Дарго в составе колонны находилось: 10 батальонов, 4 роты сапёр, 3 роты стрелков, 2 дружины Грузинской пешей милиции, 4 сотни казаков, 9 сотен конной милиции, 2 лёгких орудия, 14 горных орудий.
Всего было в строю пехоты (включая пешую милицию) 7490 и конницы 1218 человек и 342 артиллериста.
Общее число русских войск после соединения с дагестанской колонной в Гертме достигло 18 000 при 48 орудиях, причем в составе их кроме 21 батальона пехоты были и Терские (Сунженские и Гребенские) казаки (16 сотен), саперы (4 роты) и туземная конная милиция (Тушинцы) — 1000 чел.
При войсках должны были находиться: 6-дневная пропорция провианта, до 4000 артиллерийских зарядов, 600000 патронов и около 5000 кавалерийских, артиллерийских, подъемных и транспортных лошадей.

### Армия Имамата

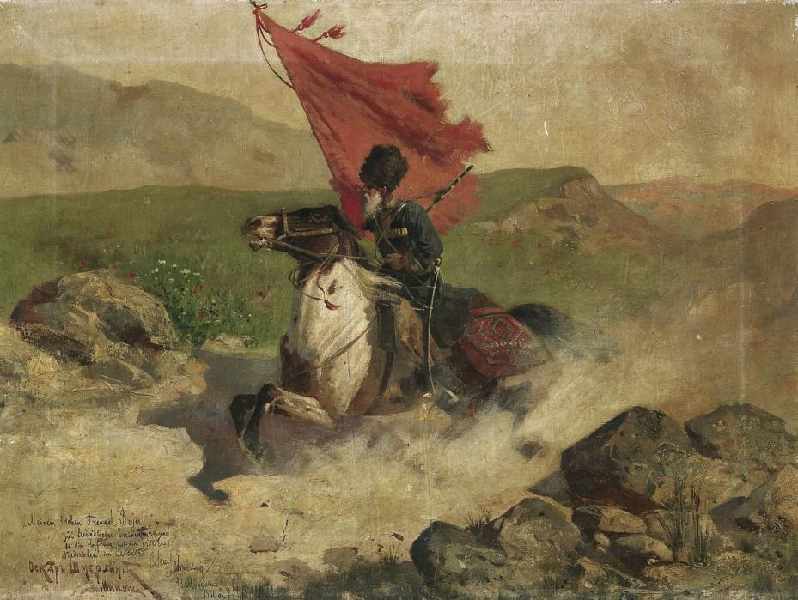
Кавказский всадник. Картина Оскара Шмерлинга (1893)

Получив сведения о подготовке Воронцовым похода на столицу, горцы провели мобилизацию своих войск, которые условно можно было разделить на следующие части:
- Андийские отряды, под командованием Лабазана (Рамадана) Андийского. Летописцы Шамиля упоминают о 6 тысяч человек. Активное участие в битвах не предпринимали по причине недовольства тактикой выжженной земли, применяемой Шамилем, однако на некоторое время сдержали наступление, позволив чеченцам мобилизовать свои силы[16]. К. К. Бенкендорф пишет, что 6 июля «Шамиль был застигнут врасплох, имея для противодействия нашему движению не более 1000 человек»[17].
- Чеченские отряды, объединённые под общим командованием Суаиба Эрсеноевского[18], Исы Гендергеноевского и Талхига Шалинского, командующего артиллерией. Точная численность чеченских отрядов не упоминается, однако по более поздним сведениям Юсуф-Хаджи Сафарова мобилизационные возможности девяти чеченских наибств (Гехи, Шали, Мичик, Аух, Нашха, Шубут, Шарой, Чеберлой, Ичкерия) составляла 4260 человек[19].

## Начало экспедиции
Первые столкновения между экспедиционными войсками и мятежными горцами произошли уже 25 мая 1845 года, за 6 дней до начала самого похода. Вспомогательный Лезгинский отряд под командованием генерала Шварца вынужден был отступить от общего плана ввиду обнаружения многочисленной засады на пути движения русских войск. В горах Маалраса скрывалось около двух тысяч лезгин, высланных дружественным Шамилю Илисуйским султаном Даниял-беком. Позднее их численность возросла до пяти тысяч человек. Лезгинскому отряду удалось оттеснить неприятеля, нанеся войскам Даниял-бека поражения у горы Кок, и обеспечить безопасный проход русских войск через горы.
Рано утром 31 мая основная колонна под начальством главнокомандующего графа Воронцова начала движение из крепости Внезапной. 1 июня Самурский вспомогательный отряд под командованием генерала Аргутинского-Долгорукова подошел к реке Каракойсу, на противоположном берегу которой находились силы горцев под началом Кибит-Магомы. Вплоть до 5 июня войска, разделенные руслом реки, вели активную перестрелку.
3 июня состоялось объединение основных Чеченского и Дагестанского отрядов в районе селения Гертма, вслед за которым, 5 июня, последовал штурм горы Анчимеер разведывательным отрядом с целью установления контроля над перевалом Кырк, ведущим в Гумбет. Отряд, возглавляемый генералом Пассеком, вынудил отступить войско противника, насчитывающее от 2500 до 3000 человек, и сумел установить контроль над перевалом, потеряв при этом 17 человек раненными. Взятие горы Анчимеер имело большое значение для боевого духа русских войск, открывая дорогу к Андийским воротам. Не остался в стороне и Николай I, так прокомментировавший это событие:

Скажите же вы и молодцам вашим, что Я, их видевший, их знавший, знал, что и желать и ожидать от них мог и вперед могу, и что Я их благодарю, что доказали, что они все те ж кавказские герои, даром, что ряды пополняются молодыми: к доброму корню легко прививать.

Однако после первых успехов последовали и первые неудачи. 6 июня генерал Пассек, оторвавшись от основных сил Воронцова, овладел соседней вершиной Зунумеер, но уже 7 июня начались дожди, перешедшие в снегопад, застигнувший врасплох русские войска на Зунумеере. Число обмороженных солдат, по разным оценкам, составило от 200 до 450 человек.

### Штурм Андии
13 июня сводные силы Чеченского и Дагестанского отрядов начали продвижение в сторону Андии, прежде считавшейся недоступной для русских войск. Однако Воронцов не застал в Андии ничего, кроме горящих сел, из которых Шамиль увел всех людей вглубь гор, заняв оборону в районе селения Анди. 14 июня начался штурм позиций Шамиля, число воинов которого насчитывало до 6 тысяч человек при 3-х орудиях. Русским войскам удалось закрепиться у Анди и Гагатли, потеряв 6 человек убитыми. Ненастная погода, холод, недостаток корма для лошадей и продовольствия для людей, скудный запас перевязочных средств и периодические обстрелы со стороны горцев делали положение войск тяжелым. Отчасти улучшить ситуацию помогло участие шамхала Тарковского, организовавшего продовольственное снабжение в Андию. В течение последующих нескольких дней произошло объединение Чеченского и Дагестанского отрядов в «главный действующий отряд» под командованием генерала Лидерса. 20 июня часть войск выступила из Анди в сторону перевала Речел, разделяющего Андию и Ичкерию, обратив в бегство немногочисленных горцев под командованием Хаджи-Мурата, пришедшего на помощь Шамилю.

### На пути к Дарго
Утром 6 июля, после пополнения продовольствия и боеприпасов, Воронцов наконец выступил в сторону Дарго, основной цели этого похода. Прикрывать тыл остался отряд подполковника Бельгарда, разместившийся в селении Гагатли. Главный отряд Воронцова был представлен 7940 пехотинцами, 1218 кавалеристами и 342 орудиями. Горцы придерживались тактики, согласно которой они не вступали в прямое боестолкновение с противником. На пути русских войск были сооружены завалы из срубленных, и уложенных поперёк дороги вековых чинар. Завалы служили защитой против пуль наступающих, в то же время, давая горцам возможность стрелять из-за них в противника почти в упор. По этой причине русские не атаковали завалы «в лоб», а обходили их по флангам, используя при штурме только холодное оружие. Когда русские солдаты подходили к завалам вплотную, горцы отступали на следующий завал, после чего ситуация повторялась. Завалы один за другим были взяты штурмом, однако, русские войска также понесли потери. Так, при штурме погиб генерал Фок, командующий артиллерией, а князь Дондуков-Корсаков был ранен. Один из участников похода так описал в своём дневнике эту часть экспедиции:

Дорога через лес в Дарго тянулась без малого на семь верст и, помимо этих завалов, была поистине адская, она, то спускалась с горы вниз и, приподымаясь потом, часто скривляясь и сгибаясь, имела топкие места, то шла уступами в аршин и более вышины по камням. На большом протяжении дорога эта была окаймлена с одного бока нешироким, но весьма глубоким оврагом, до дна которого брошенный туда камень долетал спустя лишь некоторое время, а с другой — отвесною почти стеною гор, покрытых густыми, вековыми чинарами, которые покрывали всю также местность за оврагом, имевшим по большей части только несколько саженей ширины. Сама дорога местами была не шире двух аршин и по всему вероятию служила горцам только для езды верхом и на вьюках и не разрабатывалась ими как представляющая сама по себе уже природную защиту аула Дарго с этой стороны от всякого внезапного нападения.— Воспоминания участника даргинской экспедиции. журнал Звезда № 6 1996. www.vostlit.info. Дата обращения: 2 декабря 2024.
В тот же день авангард русских войск под командованием Белявского сумел пробиться к пылающему и опустошенному Дарго, заняв поселение. Вечером 6 июля в Дарго уже входил арьергард вместе с самим Воронцовым. Всю ночь русский лагерь обстреливали с соседних гор люди Шамиля. Дорога через Ичкерийский лес стоила экспедиционному отряду жизни от 36 до 70 человек, среди которых был 1 генерал, 1 штаб-офицер и 2 обер-офицера. Число раненных и контуженных составило 169 человек. Впереди русскую армию ожидали более суровые испытания.

## Русские войска в Дарго

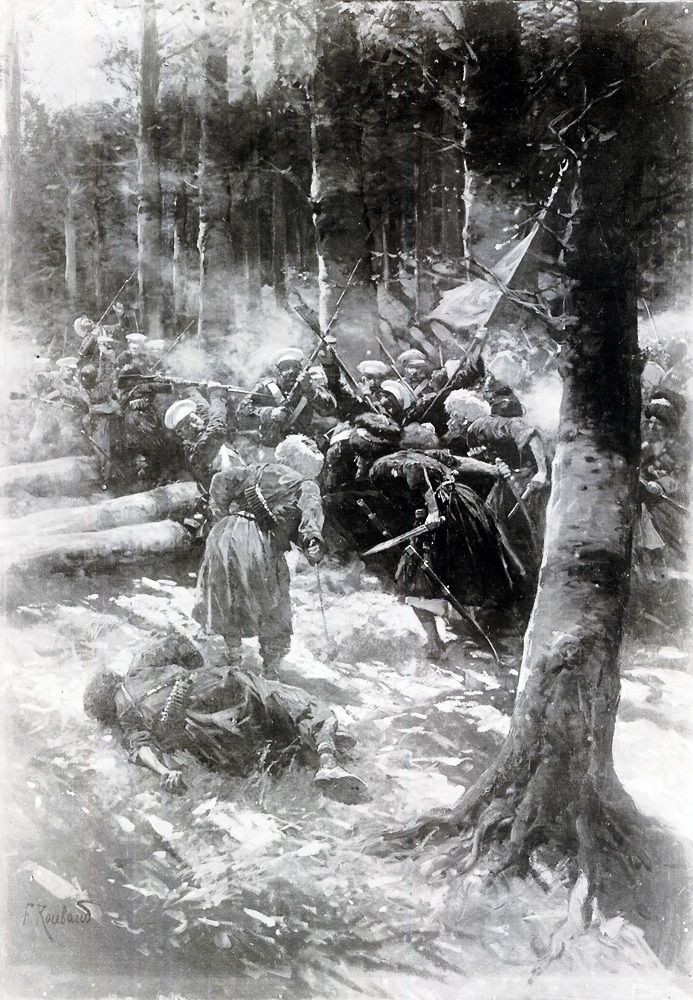
Стычка на Кавказе. Военный эпизод Даргинского похода. Рубо Ф., 1895 г.

К 7 июля русские войска закрепились в сожженном отступающим Шамилем Дарго, который непрестанно обстреливали с соседних вершин засевшие там горцы. В ауле не было ни души. Один из участников штурма Дарго, офицер Куринского полка В. Н. Горчаков, так описал открывшуюся перед ним картину:

Столица Шамиля, к которой направлены были тысячи желаний, которую каждый домогался видеть с нетерпением, предполагая, что со взятием её прекратятся все томительные труды, эта столица — Дарго, наконец, у наших ног. Отряд занял ближайшие к аулу высоты, у подножия которых лепились обгорелые сакли и виднелся плетень, огораживавший дворец Шамиля. Вид на долину Аксая восхитительный. По ней разбросаны группами многолетние деревья, струятся холодные и чистые, как кристалл, источники, — и все это стянуто вокруг горами и тёмными ущельями, где, благодаря густой тени и отсутствию солнечных лучей, царят как бы вечные сумерки— Из дневника офицера Куринского полка. Кавказский сборник 1877 г. www.vostlit.info. Дата обращения: 2 декабря 2024.
Для прекращения обстрелов Воронцовым был направлен отряд под командованием генерала Лобынцева, состоявший из 5 пехотных батальонов, 4 рот стрелков, саперов и егерей, 4 сотен казаков и 2 сотен грузинской милиции при 6 горных орудиях. Лобынцев сразу же направился в соседнее селение Белгатой, со стороны которого были наиболее интенсивные обстрелы. Русские форсировали реку Аксай и быстро выбили противника из селения, однако горцам удалось закрепиться у близлежащего селения Центарой, где между ними и русскими солдатами завязался упорный рукопашный бой. Несмотря на то, что Лобынцеву удалось овладеть Белгатоем и Центарой, он не сумел уничтожить противника. После возвращения отряда Лобынцева в Дарго горцы вернулись на старые позиции и продолжили обстрел. В этой вылазке русские потеряли 30 человек убитыми и 187 ранеными.
Воронцов простоял в Дарго вплоть до 13 июля. Занятие поселения не принесло победы русским войскам, а, наоборот, стало для них ловушкой. Запасы провианта и боеприпасов подходили к концу, бойцы были измотаны долгим походом и ежедневными стычками, а признаков ослабления сопротивления горцев не наблюдалось. Среди солдат и лошадей начались болезни. Свою лепту вносила и погода: постоянно шел дождь со снегом, поэтому бойцы вынуждены были тесниться в наспех вырытых ямах, прикрываясь от непогоды шинелью.

### «Сухарная экспедиция»
«Сухарной» назвали экспедицию части русских войск, под командованием генерала Клюки-фон-Клугенау из Дарго навстречу колоне с провиантом, которая подошла к Дарго на рассвете 10 июля.

#### 10 июля
Далее дорога, еще суживаясь, делает крутой поворот, за которым топкое место, а за ним,
 шагах во сто, срубленные поперек дороги громадной толщины чинары,и еще момент — и все это место засветилось от губительного,
в нас посылаемого залпа из 300  ружей — такие залпы одновременно открываются из боковых завалов по всей колонне; залпы эти 
сопровождает неистовый, дикий крик неприятеля, и вся местность ненадолго окутывается густым пороховым дымом.
Отряду Воронцова из Темир-Хан-Шуры была отправлена колонна (транспорт) с провиантом и сухарями. На рассвете 10 июля колонна показалась близ Дарго, на перевале Регель. Транспорту предстояло пройти через тот самый лес, который с большими потерями был пройден на пути к Дарго. Поэтому, навстречу транспорту из Дарго была отправлена колонна под руководством генерала Клюки-фон-Клугенау. Помимо Клугенау в колонне находились ещё два генерала: Викторов и Пассек. Колонна состояла из 6-ти батальонов, нескольких сотен казаков и милиции, а также 4-х горных орудий. Только колонна вошла в лес, как сразу послышались выстрелы, и грохот орудий. Перестрелка не прекращалась до наступления темноты. Колонна Клугенау вступив в лес, наткнулась на те самые завалы, которые русские разрушили на пути к Дарго. Завалы были восстановлены горцами, которые атаковали русские войска со всех сторон, отрезав части колонны и окружив арьергард, которым командовал генерал Викторов. При попытке прорвать окружение генерал был тяжело ранен, а его солдаты обратились в бегство, оставив своего командира врагам. По сообщениям очевидцев, тело генерала Викторова было изрублено горцами. Когда стало темнеть, передовая часть колонны пробилась на соединение с транспортом. Поздним вечером и арьергард колонны присоединился к основным силам. Путь колонны был усеян трупами. В этот день погиб генерал-майор Викторов, горцам достались 3 горных орудия.
Участник событий граф Бенкендорф описывает такую сцену: 

Орудие было оставлено, лошади убиты, вывести орудие стало немыслимо, прислуга еле держалась и приготовилась к последнему отпору неприятельских скопищ, которые, покончив с пехотой, бросились теперь на орудие. Командовавший орудием молодой 22-летний юнкер Баумгартен, видя невозможность спасти орудие, закричал прислуге: «спасайтесь и присоединяйтесь к своим, а мне все равно, мое место здесь», бросился затем к орудию, обхватил его руками и закрыл своим телом; горцы шашками и кинжалами рубили его на части.— Бекендорф К. К. Воспоминания о Кавказской летней экспедиции 1845 г. www.vostlit.info. Дата обращения: 2 декабря 2024.
К вечеру того же дня авангард под командованием Пассека сумел пробиться к обозам с провиантом и боеприпасами. Позднее к ним присоединились и остатки арьергарда Викторова, сумевшие вырваться из окружения. Раненых в последний момент было решено отправить с отрядом Густава Гюллинга в Темир-Хан-Шуру с колонной, доставившей транспорт. Это решение, как показали дальнейшие события, многим из них спасло жизни. Провиант, доставленный транспортом, был роздан солдатам. Между тем большие потери, смерть генерала Викторова и растерянность командующего Клюге фон Клюгенау стали серьезным ударом по боевому духу русских войск, которым предстояло возвращаться обратно в Дарго по той же самой дороге, к которой прибывали все новые и новые силы горцев, спешно возводя разрушенные ранее завалы.
К. П. Белевич в своем очерке «Несколько картин из кавказской войны и нравов горцев» упоминает случай в Даргинском походе:
Ротный командир Нейман, в жаркой схватке с неприятелем, был сильно ранен впереди своей роты. Главнокомандующий, очевидец его храбрости, подошел к раненному и спросил: какую он желает получить награду. Одного желаю, отвечал умерающий офицер: скажите откровенно ваше сиятельство, какой полк храбрее — кабардинский или куринский? — Кабардинский, сказал ласково, с неизменной улыбкой князь М. С. Воронцов.

#### 11 июля

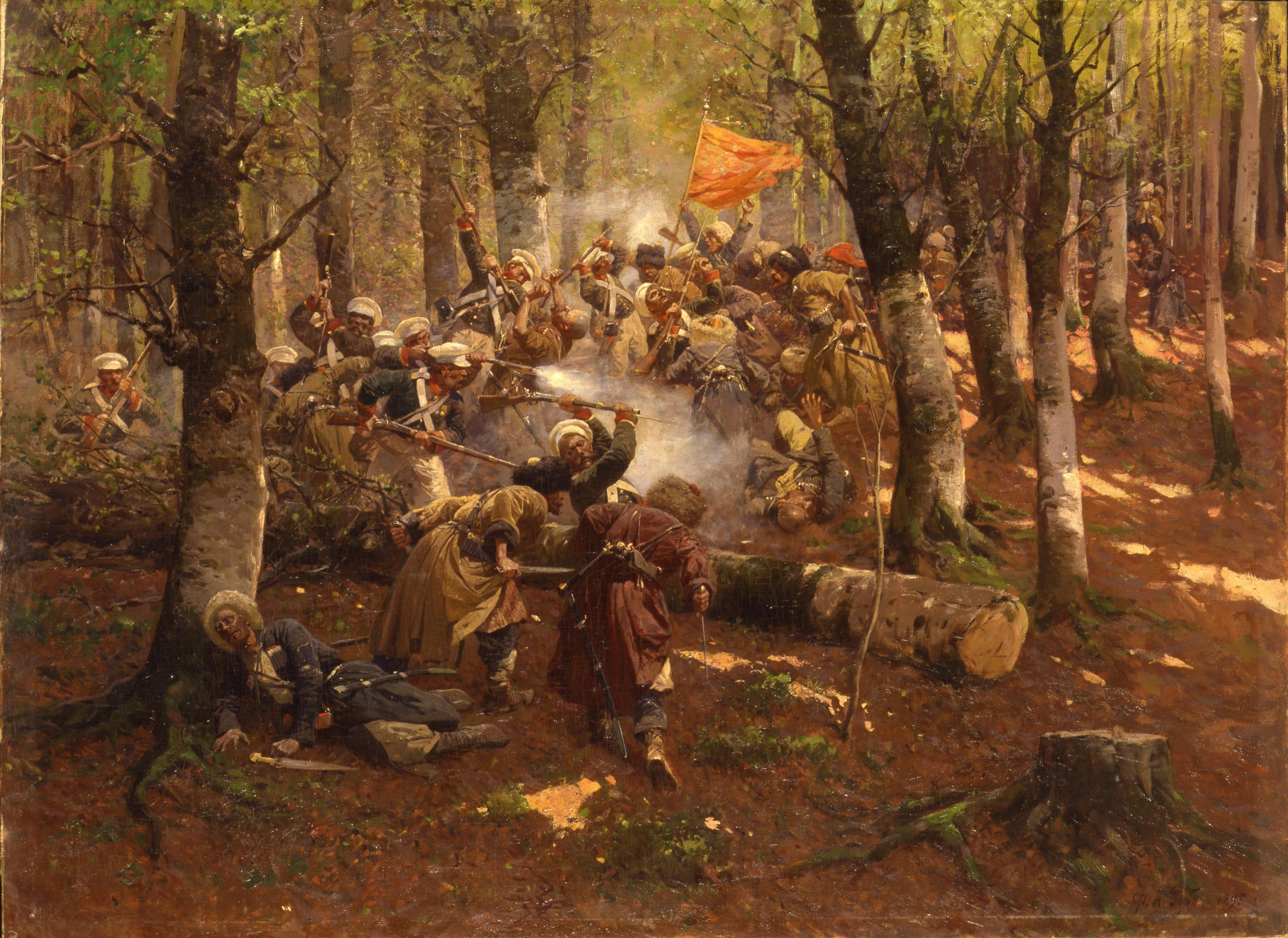
Даргинский поход (Сухарница). Подвиг 3-го бат. Апшеронского полка. Рубо Ф., 1895 г.

Утром 11 июля, русские войска, под сильным дождём, двинулись в обратный путь. Авангард вновь возглавлял генерал Пассек, а командование арьергардом было доверено полковнику Ранжевскому. Едва они вошли в лес, как началась стрельба. Движение назад было ещё больше затруднено. Вьюки, тела убитых лошадей, и людей представляли собой преграды к движению. Солдатам приходилось идти по колено в грязи, перелезать через трупы людей и лошадей. При штурме первых завалов погибли генерал Пассек и полковник Ранжевский, а сам Клюгенау едва остался жив, потеряв всю свою свиту. Для устрашения противника, горцы обкладывали некоторые завалы трупами русских солдат павших накануне. Тела солдат также были развешаны на деревьях. Горцы расстреливали солдат из-за завалов, деревьев, улучив момент, они атаковали шашками и кинжалами. В колонне воцарился беспорядок: погонщики транспортных повозок, армяне, маркитанты со всем их скарбом, милиционеры — всё это в ужасе и смятении смешалось с войсками. В то время, пока авангард колонны брал штурмом завалы, горцы разъединяли нестройные колонны обоза, бросаясь в кинжалы и шашки и грабя вьюки. Порядок в колонне был нарушен, колонна превратилась в толпу, которая в беспорядке двигалась в сторону Дарго. Навстречу ей из Дарго, было выслано подкрепление. Это помогло сохранить и часть обоза и жизни солдат.
Ермолов, оценивая впоследствии экспедицию, так высказывался о действиях Клюгенау:

…Я не виню его за сухарную экспедицию, как ее называют, которая нам так дорого стоила, хотя, может быть, и тут распоряжения могли быть лучшие, и должен сказать, что во все наши жаркие минуты, от Дарго до Герзель-аула, особливо 14-г-о, 16-го и 19-го, Клюге показал свою старинную личную храбрость и твердость, стоял грудью и готов был на рукопашный бой, но вместе с тем, скажу тебе, в откровенности, что его военное поприще должно считаться конченым. Храбрость осталась; но решительности на какую-нибудь ответственность, ежели и когда-нибудь была, то теперь уже вовсе нет— РА 1890, № 2 С. 177. www.vostlit.info. Дата обращения: 2 декабря 2024.
Участник «Сухарной экспедиции» Горчаков рассказывает: 

Каждый шаг нашего движения доставался нам ценою десятков наших воинов — убитых и раненых. Солдаты, потеряв своих храбрых и лучших офицеров, никого и слушать не хотели, — они бежали толпою или поодиночке. Горцы же старались каждому из них преградить дорогу: врезывались в середину, били, убивали, сбрасывали в пропасть. Когда головной батальон дрогнул и остановился перед завалом — мы лишились последней надежды поддержать в войсках порядок. Генерал Пассек, как говорили, изрубил знаменного унтер-офицера, бросил батальон, один побежал вперед, вскочил на завал — и тут же поплатился жизнью за свою отвагу и геройство. Нет слов для описания тех раздирающих душу сцен и картин, которые происходили среди этой роковой бойни между неприятелем и нами, при превосходстве наших сил. Когда беспорядочная толпа наших разбитых войск подходила к лагерю, — на помощь ей была выслана вторая половина Кабардинского батальона. Она отстояла нам несколько вьюков, штук сорок скота, несколько раненых офицеров, два чемодана с почтою и клочки изнуренного и окровавленного войска, на которые невозможно было смотреть без сожаления.— Из дневника офицера Куринского полка. Кавказский сборник, 1877 г. www.vostlit.info. Дата обращения: 2 декабря 2024.

#### Потери «Сухарной экспедиции»
В ходе боёв 10 и 11 июля русские войска потеряли убитыми: 2-х генералов (Викторова и Пассека), 3-х штаб-офицеров, 14 обер-офицеров и 446 нижних чинов (по другим данным — 554 человека убитыми); ранеными, преимущественно тяжело и по несколько раз: обер-офицеров 34 и нижних чинов 715; контужеными: обер-офицеров 4 и нижних чинов 84; и 122 человека нижних чинов без вести пропавших. Также было потеряно три орудия и большая часть продовольствия, целью доставки которого в Дарго и была сухарная экспедиция.

## Оставление Дарго

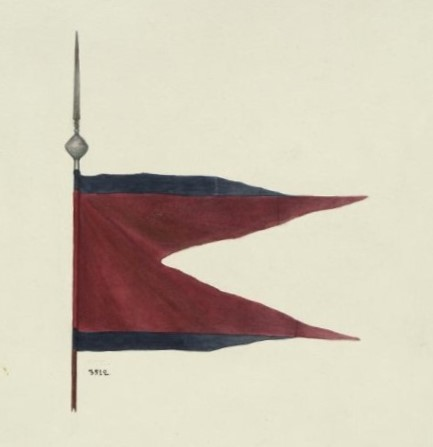
Знамя горцев Шамиля

Невзирая на тяжелое положение русских войск, отступать обратно Воронцов не хотел, боясь, что горцы воспримут это как поражение. Поэтому им было принято решение прорываться к русским позициям по вражеской территории — через Герзель-Аул.
Такое направление и было предусмотренно планом, составленным императором. Уроженец Ауха, по имени Пуркей, взялся быть проводником. Перед уходом русские сожгли Дарго дотла. В строю у графа Воронцова оставалось около 5000 штыков и сабель, но предстояло доставить назад почти 1000 раненых. Излишнее имущество сжигалось.
Участник похода князь Дондуков-Корсаков описывает: 

Князь Воронцов сам показал пример, приказав сжечь все его имущество, оставив себе одну койку и солдатскую палатку. Кавказцам подобные случаи были не новость и никого не удивили, да в сущности мало что и было сжигать. Но всех тешило auto-da-fe имущества приезжих, особенно Петербургских военных дилетантов. Солдаты и офицеры немало смеялись, видя, как сжигалось имущество принца Гессенского, особенно же серебро и прочие затеи князя Барятинского, которыми он так щеголял до того времени. Метрдотели, камердинеры, повара — все это очутилось пешком, в оборванных черкесках, объятые страхом, при совершенно новой для них обстановке, подверженные, с одной сторон, во все время движения нашего, неприятельским выстрелам, а с другой стороны — щедрым ударам нагаек казаков за производимые ими постоянно беспорядки в маршевой колонне.— Дондуков-Корсаков А. М. Мои воспоминания. 1845-1846 гг. гл. V. www.vostlit.info. Дата обращения: 2 декабря 2024.
13 июля главный отряд Воронцова начал выдвижение из Дарго в сторону Герзель-Аула. Авангард возглавлял генерал Белявский, арьергард — генерал Лабынцев, а основными силами командовал Клюге фон Клюгенау. Перед оставлением Дарго 11 добровольцев были оправлены для доставления генералу Фрейтагу сведений о бедственном положении отряда, с приказом прийти на выручку со свежими войсками. Следуя разными путями, все лазутчики достигли своей цели. Первым, доставившим Фрейтагу приказ, был раненый юнкер Кабардинского полка Длотовский, который впоследствии за этот подвиг был удостоен Георгиевского креста.
14 июля русские войска с боями пробились к селению Гурдали, за которым находился хорошо укрепленный горный хребет. Генерал Лидерс, возглавивший штурм хребта, сильно оторвался от основного войска и оказался отрезанным со всех сторон нахлынувшими горцами.
В этот день борьба с горцами дошла до крайнего ожесточения. Солдаты и офицеры от продолжительных военных действий до того были изнурены, что временно был утерян военно-уставный порядок для противодействия неприятелю. Враги, видимо, этим пользовались и во время натисков почти беспрепятственно поражали ослабевший отряд, как шашками, так и кинжалами. В одной из схваток с горцами князь Воронцов едва спасся: если бы не два адъютанта, поддержавшие убеленного сединой вождя, да не подоспевшие в это время несколько солдат для его защиты, он мог бы быть убитым.. Во время упомянутою ожесточенного рукопашного боя часть горцев, находившаяся на деревьях, также метко поражала наши столпившиеся колонны. Таким образом, неудивительно, что, подвергаясь спереди выстрелам из завалов, а справа и слева с деревьев, солдаты наши временно оцепенели и приостановились..

В это время я пробирался впереди штаба к авангарду с своим казаком и заметил, что по тропинке, по которой мы ехали, лежало поперек дороги огромное тело в юнкерском мундире, что меня поразило при этом, это был неприятельский удар шашкой, который от плеча разрубил тело до самого пояса пополам. Это оказался юнкер Башилов, состоявший у генерала Лидерса в ординарцах.— Дондуков-Корсаков А. М. Мои воспоминания. 1845-1846 гг. гл. V. www.vostlit.info. Дата обращения: 2 декабря 2024.

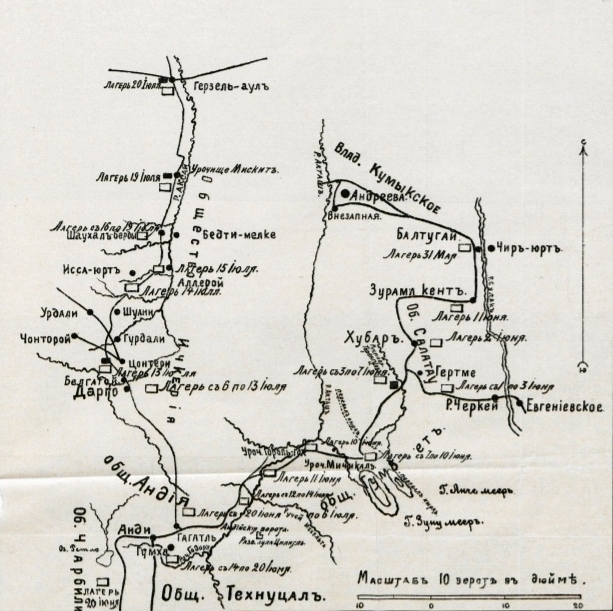
Схема действий во время экспедиции в Андию и Дарго (1845)

Несмотря на потери, продвижение русских продолжалось. 15 июля было потеряно еще 15 человек убитыми и 67 раненными.
16 июля русские вышли на поляну близ села Шовхал-Берды, где состоялось крупное сражение. В арьергарде шла 3-я егерская рота, когда она остановилась у мостика, чтобы дать пройти всем остальным, наиб большой Чечни Суаиб-Эрсеноевский собрал свой отряд чеченцев и бросился на цепь прикрытия, в полной уверенности истребить и нанести решительный удар перед выходом войск на открытое место. Однако он был встречен залпом и ударом в штыки, Суаиб не взирая на большие потери, отчаянно продолжал нападение. В эту минуту подоспел резерв из Кабардинского полка и повторил удар в штыки, на котором погиб и сам наиб и другие чеченцы из его партии, в 3-й роте едва лишь уцелела третья часть. Спасти атакующих удалось только благодаря вовремя подоспевшим артиллеристам, но даже так потери русских составили 61 человек убитым и 200 раненными и пропавшими без вести. Отряд, окружённый со всех сторон горцами, занял круговую оборону. Боеприпасов почти не осталось, на исходе были пища и вода. Бойцы были утомлены, обессилены длительным переходом и боями. Окружившие русский лагерь горцы держали его под непрерывным ружейно-артиллерийским обстрелом, рассчитывая взять заблокированных измором. В этом сражении русские потеряли 109 человек убитыми и 430 раненными. Недостаток в штыках и большое количество раненных, сковывавших боеспособность отряда, вынудили Воронцова остановить продвижение и занять оборону, ожидая прибытия свежих войск генерала Фрейтага, который со дня на день должен был выйти к Воронцову. На протяжении следующих двух дней войска Шамиля атаковали лагерь русских, которые отбивались из последних сил. В эти дни было потеряно еще 12 человек убитыми и 31 раненными. Наконец, к вечеру 18 июля показалась колонна Фрейтага, вместе с которым было 7-8 пехотных батальонов и три казачьи сотни при 13 орудиях.
К 20 июля отряд Воронцова, двигаясь под прикрытием Фрейтага, достиг Герзель-Аула, за которым находилась Кавказская линия. Всего с момента выхода из Дарго русские потеряли 294 человека убитыми и 924 ранеными и пропавшими без вести.
Генерал-майор Эйзен фон Шварценберг. О военных действиях на Кавказе в 1844—1845 гг. (из воспоминаний офицера).
Так окончилась эта знаменательная кампания, во время которой войска понесли громадные потери и в генералах, и в офицерах, и в нижних чинах. В саперном батальоне, в котором с 1843 по 1853 год пишущий имел честь состоять на службе, при начале кампании было в строю 22 офицера и до 750 солдат, по окончании же военных действий осталось 5 офицеров и около 170 солдат. Все остальные были убиты, между ними командир батальона и почти все ротные командиры. Почти в таком же размере пострадали и прочие части войск, так что из 20 тысяч человек отряда осталось не более 5 тысяч.
По возвращении главнокомандующий граф Воронцов издал приказ № 69, в котором благодарил всех участников похода за то, что они «твердостью, усердием, и неустрашимостью исполнили трудный и славный подвиг, повеление Государя, ожидания России и собственное желание». По поводу понесённых потерь в приказе говорилось: «Мы потеряли несколько достойных начальников и храбрых солдат; это жребий войны: истинно русский всегда готов умереть за Государя и Отечество…»

## Последствия
Поход в Дарго оказался для Российской империи одним из наиболее провальных эпизодов Кавказской войны. Из первоначального плана императора был выполнен только один пункт. Русские сумели проникнуть в Дарго, но ни разбить горцев, ни закрепиться в регионе они так и не сумели. Кавказская война продолжалась еще долгих 19 лет. Многие современники считали, что основная причина неудачи экспедиции — вмешательство императора. После Даргинской экспедиции император перестал так активно вмешиваться в военную кампанию на Кавказе, предоставив возможность распоряжаться своему наместнику. В то же время неудачный поход и относительно большие потери среди личного состава, включая 3 генералов, вызвали большое внимание российской общественности, которая прежде не проявляла большого интереса к событиям на Кавказе.
После победы под Дарго Шамиль и его наибы некоторое время считали себя хозяевами положения. Даргинская драма послужила для русских наглядным уроком.

Русские понесли большой урон — лошади, вьюки, оружие были отняты. Бедняк, который прежде не имел осла, приобрел несколько лошадей и оделся в суконную чуху, тот, кто прежде и палку в руках не держал, добыл хорошее оружие. Наибы и народ, в особенности чеченцы, которых даже жены нападали на солдат и обирали их, торжествовали, видя неожиданные свои успехи, как будто бы русских больше не осталось, кроме тех, которые убиты. Русский отряд из Шали возвратился не имевши никакого дела.— Гаджи Али. "Сказание очевидца о Шамиле", гл. "Поход Князя Воронцова в Андию". www.vostlit.info. Дата обращения: 2 декабря 2024.

### Потери сторон
По официальным данным потери русских войск за время экспедиции составили 947 человек убитыми, 2150 раненными, контужено 272, и 42 пропавших без вести. В частности:
- Убито: 3 генерала (Викторов, Пассек, Фок), 7 штаб-офицеров, 28 обер-офицеров и 909 нижних чинов.
- Ранено: 22 штаб-офицера, 85 обер-офицера, 1943 нижних чинов.
- Контужено: 2 штаб-офицера, 22 обер-офицера, 248 нижних чинов.
- Пропало без вести: 42 нижних чинов.

Отряд генерала Фрейтага потерял 14 человек убитыми и 70 ранеными.
По другим данным потери отряда Воронцова в Даргинской экспедиции составили 3631 убитыми.
Согласно оценке военного историка М. И. Маркова общие потери экспедиции к аулу Дарго составили 5.000 человек.
По данным участника экспедиции Н. И. Горчаков офицера Куринского полка потери отряда составили 7 тыс. человек.
Горцы не вели документальный учёт своим силам, поэтому достоверные сведения о потерях горцев отсутствуют.

## Известные участники экспедиции
В экспедиции участвовали многие будущие известные военачальники и политики, среди которых:

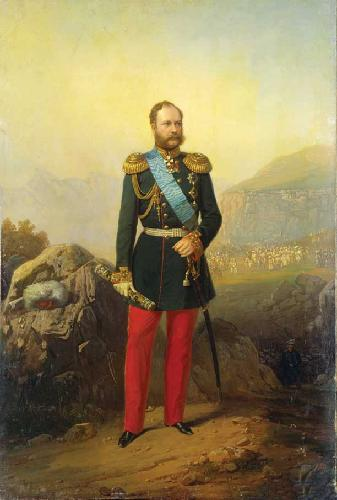
Портрет князя А. И. Барятинского

| - Принц Гессенский Александр Гессен-Дармштадтский; - Князь Александр Иванович Барятинский; - Князь Александр Иванович Гагарин; - Князь Василий Осипович Бебутов; - Князь Александр Михайлович Дондуков-Корсаков; - Граф Михаил Семёнович Воронцов; - Граф Константин Константинович Бенкендорф; - Граф Яков Петрович Бальмен; - Граф Фёдор Логгинович Гейден; - Барон Александр Евстафьевич Врангель; - Барон Николай Иванович Дельвиг; - Барон Александр Павлович Николаи; - генерал Август Вильгельм фон Мерклин; - генерал Борис Борисович Фок (младший); - генерал Карл Карлович Эйзен фон Шварценберг; - генерал Карл Карлович Юнгерсон; - генерал Карл Александрович Бельгард; - генерал Константин Яковлевич Белявский; - генерал Владимир Иосифович Гурко; | - генерал Максим Максимович Гротенгельм; - генерал Лев Львович Альбранд; - генерал Диомид Васильевич Пассек; - генерал Роберт Карлович Фрейтаг; - генерал Яков Петрович Бакланов; - генерал Франц Карлович Клюки-фон-Клугенау; - генерал Владимир Михайлович Викторов; - генерал Василий Александрович Гейман; - генерал Александр Николаевич Лидерс; - генерал Иван Михайлович Лабынцев; - генерал Эмилий-Карл Людвигович Сайн-Витгенштейн-Берлебург; - генерал Константин Петрович фон Кауфман; - генерал Павел Иванович Кемферт; - генерал Викентий Михайлович Козловский; - генерал Николай Иванович Меллер-Закомельский; - генерал Фёдор Фёдорович, Радецкий - полковник Арнольд Львович Зиссерман; - «солдат трёх императоров» Василий Николаевич Кочетков |

## Награды
Официально было объявлено, что поход на Дарго достиг цели. Все участники похода были награждены. Воронцов получил титул князя, многие офицеры получили по две-три награды, наиболее отличившиеся рядовые были награждены Георгиевскими крестами. Всем батальонам и подразделениям разных частей были пожалованы Георгиевские знамёна, серебряные рожки и другие знаки отличия.
Захваченная в разгромленных русских обозах и снятая с убитых добыча обогатила многих горцев. Захваченные под Дарго оружие и боеприпасы пополнили арсенал горцев, позволяя Шамилю продолжать сопротивление ещё долгое время.

## В искусстве
Много воинов храбрых таится в Чечне,

Не снимают оружья они и во сне,

А коней их и птица не может догнать.

Много можно в Дарги добровольцев поднять…
- Художник-баталист Франц Рубо написал серию картин для «Храма Славы» в Тифлисе, посвященных Даргинскому походу.
- Песня Кабардинского 80-го пехотного полка посвящена событиям при Дарго — «На взятие Дарго. (1845 года)»[41].
- Л. Н. Толстой в своём рассказе «Рубка леса» описывает событие происходившие в походе к аулу Дарго.
- Магомед-Бек Аварский — поэт, участник Кавказской войны в своей поэме «Пленение Шамиля» упоминает сражение в Дарго[42].

## Память
- После завершения Кавказской войны был установлен памятник павшим солдатам Куринского и Кабардинского полков в ауле Дарго. Во время Октябрьской революции 1917 памятник был разрушен[43].
- В Веденском районе 13 июня 1994 года в память о сражении при Дарго на одноимённом хребте была воздвигнута стела[44].

Памятники в Дарго
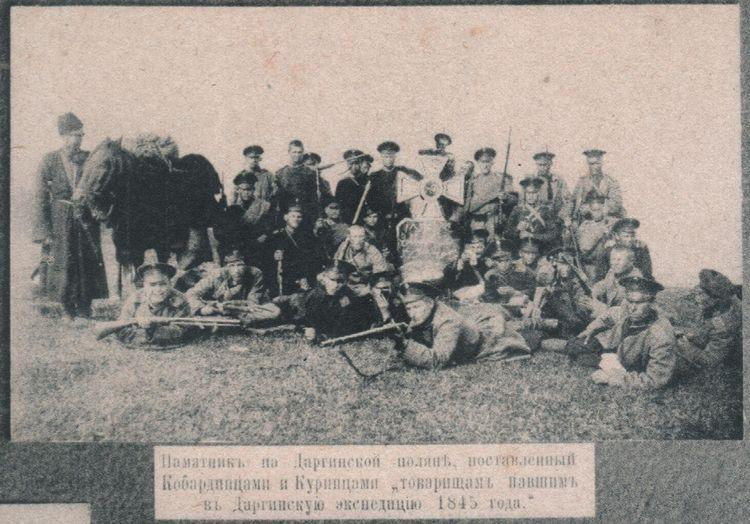
Памятник на Даргинской поляне, поставленный Кабардинцами и Куринцами «товарищам павшим в Даргинскую экспедицию 1845 года».
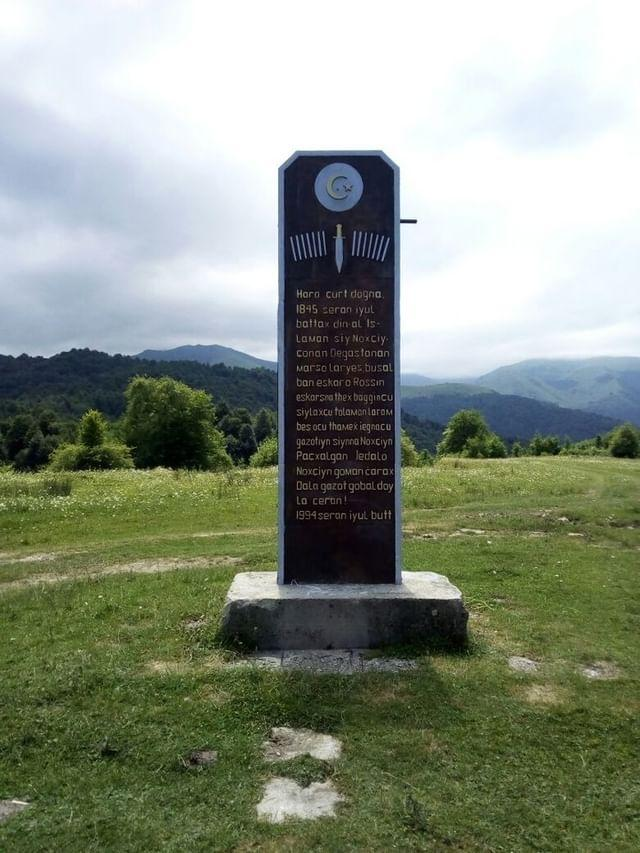
Победная стела в Дарго. Установлена 13 июня 1994 года в местечке Даьрг1ан дукъ (Даргинский хребет) в Веденском районе[45].
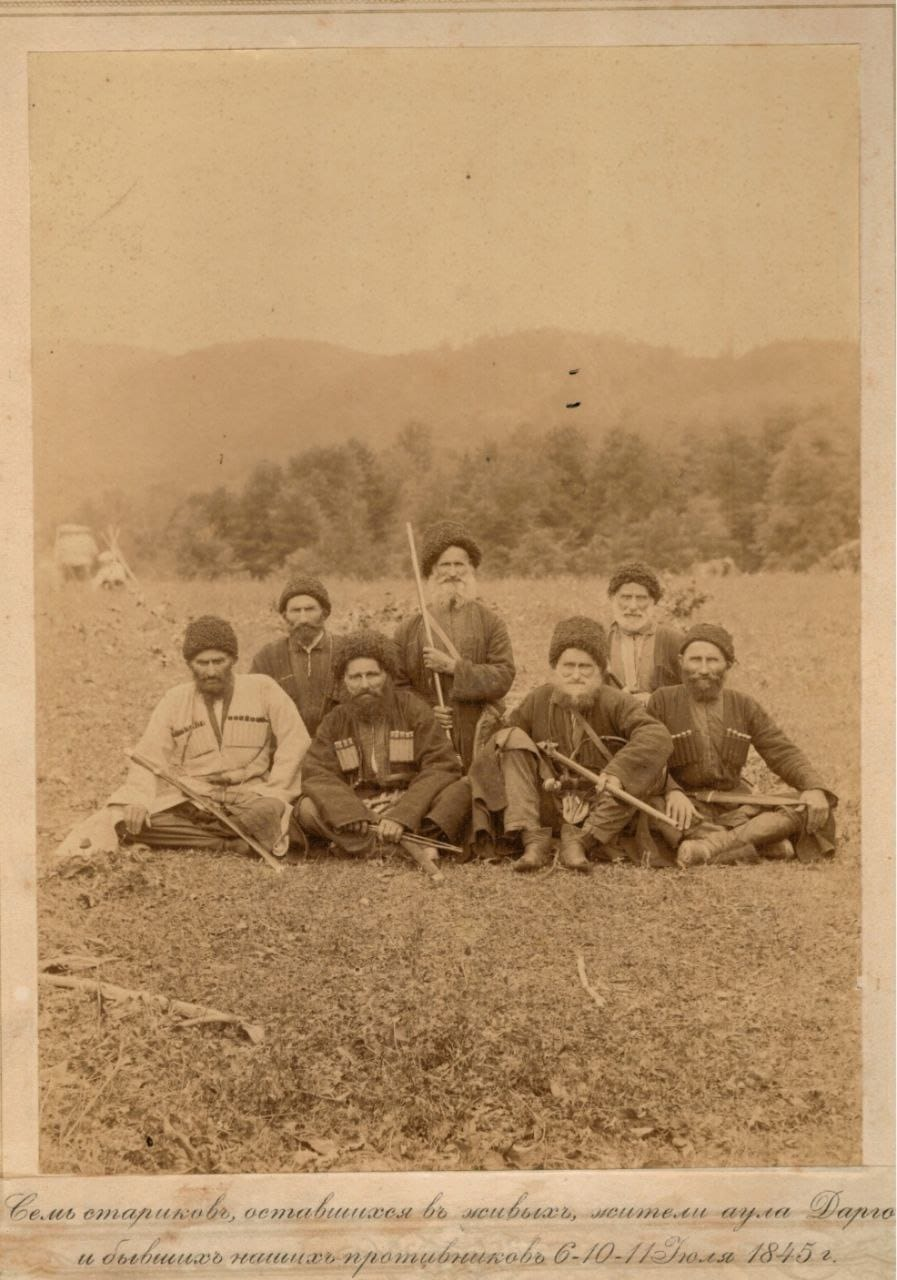
Семь стариков, оставшихся в живых, жители аула Дарго и бывших наших противников 6-10-11 июля 1845 года.

## Воспоминания участников
- Андреевский Э. С. Даргинский поход 1845 г. // Записки Э. С. Андреевского: в 3 томах / Под ред., с пред. и прим. С. Л. Авалиани. — Одесса: Тип. Акционерного Южно-Русского общества печатного дела, 1913. — Т. 1. — С. 1—37. — (Из архива К. Э. Андреевского).
- Беклемишев Н. П. Поход графа Воронцова в Дарго и «Сухарная экспедиция» в 1845 году (из записок участника) // Даргинская трагедия. 1845 год. — СПб.: Изд. журнала «Звезда», 2001. — С. 534—551.
- Бенкендорф К. К. Воспоминания графа Константина Константиновича Бенкендорфа о кавказской летней экспедиции 1845 года (сообщил Б. М. Колюбакин) // Русская старина  / Ред.-издатель П. Н. Воронов. — СПб.: Тип. т-ва п. ф. «Электро-тип. Н. Я. Стойковой», 1911. — Т. 145, № 1—3. — С. 97—112, 270—284, 457—470.
- Гейман В. А. 1845 год (воспоминания В. А. Геймана) // Кавказский сборник. — Тифлис: Тип. Окруж. штаба Кавк. воен. округа, 1879. — Т. 3.
- Горчаков Н. И. Экспедиция в Дарго (1845 г.) (из дневника офицера Куринского полка // Кавказский сборник  / Под ред. И. С. Чернявского. — Тифлис: Тип. Окруж. штаба Кавк. воен. округа, 1877. — Т. 2. — С. 117—141.
- Гротенгельм М. М. Воспоминания об экспедиции в Дарго // Военный сборник. — СПб., 1864. — № 10.
- Дельвиг Н. И. Воспоминания об экспедиции в Дарго // Военный сборник. — СПб., 1864. — № 7.
- Дондуков-Корсаков А. М. Мои воспоминания 1845—1846 гг. // Старина и новизна : Исторический сборник. — СПб.: Тип. М. Стасюлевича, 1903. — Т. (Кн.) 6. — С. 41—215.
- Мерклин А. Воспоминания генерал-майора Августа-Вильгельма фон Мерклина о Даргинской экспедиции 1845 г. // Даргинская трагедия. 1845 год. — СПб.: Изд. журнала «Звезда», 2001. — С. 520—532.
- Николаи А. П. Из воспомнинаний о моей жизни. Даргинский поход. 1854 // Русский архив. — М.: Университетская тип., 1890. — № 6. — С. 249—278.
- Норов В. Н. Кавказская экспедиция в 1845 году (рассказ очевидца) // Даргинская трагедия. 1845 год. — СПб.: Изд. журнала «Звезда», 2001. — С. 49—219.
- Шварценберг Э. О военных действиях на Кавказе в 1844—1845 гг. (из воспоминаний офицера) // Даргинская трагедия. 1845 год. — СПб.: Изд. журнала «Звезда», 2001. — С. 513—519.